# Cáceres (tỉnh)

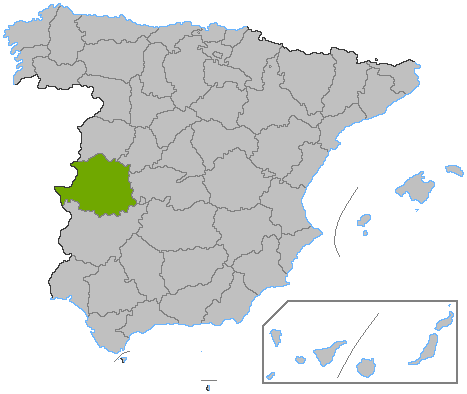
Tỉnh Cáceres

Cáceres là một tỉnh ở phía tây Tây Ban Nha, phía bắc cộng đồng tự trị Extremadura. Tỉnh này giáp các tỉnh Salamanca, Ávila, Toledo, Badajoz, và Bồ Đào Nha.
Thủ phủ tỉnh là Cáceres. Các thành phố khác gồm Plasencia và Trujillo – nơi sinh của Francisco Pizarro González. Xem danh sách các đô thị tại Cáceres. Tỉnh có 411.531 dân (2007), trong đó 1/5 sống ở tỉnh lỵ.